# Cebes godingi
Cebes godingi är en insektsart som beskrevs av William Lucas Distant. Cebes godingi ingår i släktet Cebes och familjen hornstritar. Inga underarter finns listade i Catalogue of Life.